# Exército Sul dos Estados Unidos
O Exército Sul dos Estados Unidos é um comando componente de serviço do Exército do Comando Sul dos Estados Unidos cuja área de responsabilidade inclui 31 países e 15 áreas de soberania espacial na América Central e do Sul e o Caribe. Está sediado em Fort Sam Houston, Texas.
A missão afirmada oficialmente atualmente do Exército Sul dos EUA é de conduzir e apoiar operações multinacionais e cooperação em segurança na área de responsabilidade do Comando Sul dos Estados Unidos em ordem de conter ameaças transnacionais e fortalecer a segurança regional em defesa da pátria. Isso pode ser ainda requerido para servir como uma Joint Task Force Land Component ou Joint Task Force, como dirigido.

## Panama Canal Department
A Isthmian Canal Commission de 1904–1914 e a Panama Canal Guard ambas jogaram um papel pivô na construção e defesa inicial do Canal. A Panama Canal Guard foi ativa de 1907 até 1917. Em 1 de julho de 1917, o Panama Canal Department foi estabelecido como um comando geográfico separado com sede em Quarry Heights. Unidades incluíram a 19th Brigade, composta do 14th e 33rd Infantry, o 42nd Field Artillery, o 11th Engineers, e tropas especiais.
Nos meados dos anos trinta, eventos na Europa e desenvolvimento tecnológicos, tais como os porta-aviões e bombardeiros de longo alcance, precipitaram a construção de mais defesas modernas, uma rede de estradas, e Albrook Field. Por volta de 1939, a força militar na Zona do Canal era cerca de 14,000 e pelo início de 1940, a força de tropa aumentou para quase 28,000. Em janeiro de 1943, a força de tropa atingiu como mais de 67,000, como a Coastal Defense Network cresceu para incluir metralhadoras, balões de barragem, e máquinas de fumaça que protegeram as docas do Canal. Aeronaves do Exército patrulhavam o Mar do Caribe procurando por submarinos alemães inimigos.
Após a Segunda Guerra Mundial terminar, o Panama Canal Department foi redesignado o United States Army Caribbean em 15 de novembro de 1947, seguindo a inativação do Caribbean Defense Command e reorganização do Exército, Marinha, e Força Aérea (agora um serviço independente) na Zona do Canal sob o novo e ativado United States Army Caribbean.
Em dezembro de 1946, Presidente Harry Truman aprovou um compreensivo sistema de comandos militares que colocaram responsabilidades para operações militares em várias áreas geográficas nas mãos de um único comandante. Antes disso, o United States Caribbean Command foi estabelecido em 1 de novembro de 1947.

## U.S. Army Caribbean
Em 15 de novembro de 1947, o Panama Canal Department se tornou U.S. Army Caribbean, sediado em Fort Amador. Uma de suas missões primárias de 1951 até 1999, foi a tarefa de "manter a guerra de selva viva no Exército". Fort Sherman se tornou a casa para o Jungle Warfare Training Center (JWTC) do USARCARIB, qual ofereceu cursos de três para dez semanas por ano. Muitos soldados destinados para o Vietnã do Sul durante a Guerra do Vietnã primeiro receberam seu treinamento de selva em Fort Sherman.
Secretário de Defesa Robert McNamara decidiu reforçar as forças do Exército dos EUA disponíveis na área do Caribe em 1961, após a fracassada Invasão da Baía dos Porcos e rumores de assistência soviética para Cuba. O Exército reforçou o residente 1st Battle Group, 20th Infantry Regiment na Zona do Canal do Panamá com a 193rd Infantry Brigade, qual foi ativada em 8 de agosto de 1962.
Em 6 de junho de 1963, o United States Caribbean Command (o comando de teatro) foi redesignado como o Comando Sul dos Estados Unidos, para refletir a responsabilidade primária na América Central e do Sul, versus o Caribe. Enquanto isso, o United States Army Caribbean foi redesignado o United States Army Forces Southern Command.
Durante os anos 1970, as forças de tropa foram em média entre 10,000 e 14,000 soldados. Implementação do Panama Canal Treaties de 1977 em 1 de outubro de 1979, trouxe com isso as seguintes mudanças: um novo arranjo para a defesa do Canal do Panamá; a desarticulação da Zona do Canal; uma mudança na designação para a brigada para 193rd Infantry Brigade (Panamá), resultando no início do processo de reorganização de uma pesada para uma leve brigada de infantaria; e uma mudança de sede de Fort Amador para Fort Clayton.

## Exército Sul dos Estados Unidos desde 1986
Em 4 de dezembro de 1986, o Exército Sul dos Estados Unidos foi ativado como um Major Army Command e o componente de Exército do Comando Sul dos Estados Unidos, com sede em Building 95, Fort Clayton.
Operação Just Cause, a ação militar dos Estados Unidos usada para depor o ditador panamenho, General Manuel Antonio Noriega, foi oficialmente conduzida de 20 de dezembro de 1989 até 31 de janeiro de 1990. O United States Army South Headquarters se tornou o Headquarters for Joint Task Force-South, o Quartel-General designado para executar a operação. Durante a Invasão do Panamá os números totais de tropas aumentaram para 27,000. Dessas, 13,000 estavam já estacionadas no Panamá e 14,000 foram trazidas dos Estados Unidos.
Em 14 de outubro de 1994 o 193d Infantry Brigade foi a primeira grande unidade para inativar em acordo com o Panama Canal Treaty de 1977 qual estipulou a retirada das Forças dos EUA do Panamá em dezembro de 1999.
Como parte de uma mudança de Plano de Comando Unificado, o Comando Sul dos Estados Unidos também assumiu a responsabilidade geográfica pelas forças militares dos EUA operando na Bacia do Caribe e no Golfo do México em 1 de junho de 1997. Dentro dessa estrutura, a área geográfica de responsabilidade do Exército Sul dos Estados Unidos expandiu para agora incluir hoje, 31 países e 15 áreas de soberania especial na América Latina e Caribe, exceto Puerto Rico e México. Em 1998, unidades do Exército Sul dos Estados Unidos participaram em 15 trocas de pelotão no Jungle Operation Training Center com soldados de Belize, Colômbia, Venezuela, El Salvador, Chile, Argentina, e Paraguai.
Como parte de uma maior transformação no Exército em resposta para as demandas de operações no mundo todo pós-11/9, Exército Sul dos EUA fundiu com U.S. Army South (Sixth Army) em 16 de julho de 2008, uma mudança que expandiu seu tamanho e capacidades para incluir um Operational Command Post (OCP) que poderia servir como o núcleo de um quartel-general Joint Task Force (JTF) ou Joint Forces Land Component Command (JFLCC) em qualquer lugar na Área de Responsabilidade do Comando Sul dos EUA. Em adição, Exército Sul dos EUA incorporaram a linhagem e heráldica do Sixth U.S. Army. Enquanto Exército Sul dos EUA recebeu uma exceção para política do Army Chief of Staff para reter sua distintiva insígnia de galeão espanhol, suas cores foram fundidas com as do 6th Army para marcar a nova, heráldica e linhagem combinadas das duas organizações históricas—uma que atuou um papel pivô na segurança do Canal do Panamá e a ampla região da América Latina e Caribe, e uma que lutou uma série de famosas batalhas no teatro do Pacífico na Segunda Guerra Mundial.

## Organização
A atual organização do comando é a que se segue abaixo;
- United States Army South Headquarters and Headquarters Battalion, Fort Sam Houston, Texas
- 470th Military Intelligence Brigade, Fort Sam Houston, Texas
- 56th Signal Battalion, Fort Sam Houston, Texas
- Army Forces, Honduras (Joint Task Force Bravo), Soto Cano Air Base, Honduras
- Geospatial Planning Cell, 512th Engineer Detachment, Fort Sam Houston, Texas
- 377th Theater Sustainment Command, New Orleans, Louisiana
- 807th Deployment Support Medical Command, Fort Douglas, Utah
- 525th Military Police Battalion, Guantanamo Bay, Cuba
- 1st Battalion, 228th Aviation Regiment, Soto Cano Air Base, Honduras

## Comandantes
Recentes Comandantes anteriores:
- Major-General Simeon G. Trombitas Novembro de 2009 – Setembro de 2012.
- Major-General Frederick S. Rudesheim Setembro de 2012 – Junho de 2013
- Major-General Joseph P. DiSalvo Junho de 2013 – Junho de 2015
- Major-General Clarence K.K. Chinn Junho de 2015 – Outubro de 2017
- Major-General Mark R. Stammer Outubro de 2017 – Julho de 2019
- Major-General Daniel R. Walrath Julho de 2019[9] – presente

Para ver a lista completa de comandantes anteriores clique aqui